# Dirk Loef van Horne
Dirk Loef van Horne was een edelman uit het huis Horne. Hij werd geboren in 1338 of 1339 als zoon van Willem IV van Horne en Elisabeth van Kleef, en overleed tussen 1400 en 1403. Hij was heer van onder meer Baucigny.

## Huwelijk en kinderen
Omstreeks 1350 trouwde hij met Isabella van Montigny, en omstreeks 1360 werd hun zoon Arnold van Horne geboren. De nazaten van Dirk Loef en Isabella vormen de tak van Horne-van Houtekerke.

## Loevestein
Dirk Loef is vooral bekend als opdrachtgever voor de bouw van Slot Loevestein. Dit werd gebouwd op een eilandje in het gebied van de samenvloeiing van Waal en Maas. De naam van dit eilandje was Milites Insula Artusii, ofwel: 'Eiland van ridder Arthus'. Het is nimmer in leen gegeven aan de monniken van het Cisterciënserklooster van Villers te Villers-la-Ville, zoals het omringende gebied, 'Munnikenland' geheten.
Omstreeks 1333 verkochten de monniken een groot deel van het Munnikenland weer aan de heren van Horne en Altena. Uit dezelfde tijd stamt een stenen donjon op het eiland.
Dirk Loef was zeer gewelddadig, hij gedroeg zich soms als een soort roofridder. Hij vestigde zijn gezag over het Land van Altena met militair geweld. Door zijn familie werd hij bij erfenissen gepasseerd. Zijn halfbroer Gerard II van Horne, die heer was van Horn, Altena en Gaasbeek, liet Gaasbeek niet na aan Willem V van Horne of Dirk Loef, maar aan zijn volle zus Johanna van Horne, die gehuwd was met Gijsbert van Abcoude. Zij schonk Gaasbeek aan haar zoon Zweder van Abcoude.
Dirk Loef wilde zich Gaasbeek met geweld toe-eigenen, maar een scheidsgerecht voorkwam dit. In 1368 vond een nieuw conflict plaats, toen Albrecht van Beieren, graaf van Holland, en gravin Margaretha van Brieg hem ontboden om verantwoording af te leggen omtrent zijn wandaden, waaronder het zich onrechtmatig toe-eigenen van het Land van Altena. Hij verloor hierover de heerschappij en moest zijn slachtoffers schadeloos stellen. Hij mocht ook geen mensen meer op zijn slot gevangenzetten.
Loevestein bleef eigendom van Dirk Loef. Omstreeks 1375 eigende de graaf het zich toe, terwijl Dirk Loef zelf, in 1378, naar Luik vertrok, waar zijn broer Arnold II van Horne bisschop was. Hier stierf hij omstreeks 1402.
Dirk Loef was ook heer van Heeze van 1356 tot 1391. Hij verwierf deze heerlijkheid van zijn zuster Johanna van Horne. Na zijn dood ging de heerlijkheid over naar zijn zoon Arnold van Horne.